# Eremophila hispida
Eremophila hispida är en flenörtsväxtart som beskrevs av Chinnock. Eremophila hispida ingår i släktet Eremophila och familjen flenörtsväxter. Inga underarter finns listade i Catalogue of Life.